# Hothfield
Hothfield är en ort och civil parish i grevskapet Kent i sydöstra England. Orten ligger i distriktet Ashford, cirka 4,5 kilometer nordväst om Ashford. Tätorten (built-up area) hade 513 invånare vid folkräkningen år 2021.